# Sociální struktura slonů
Sociální struktura slonů je založena na složité a proměnlivé fission-fusion společnosti. Což znamená, že tato sociální struktura je velmi pružná, pravidelně se štěpí a spojuje.

## Sociální struktura slona africkéhoLoxodonta africana
U slona afrického existuje vícestupňová sociální organizace stáda, kde několik matek s mláďaty tvoří základní sociální jednotku – rodinu vedenou matriarchou. Rodiny se obvykle skládají z 8-12 jedinců, ačkoliv se mohou objevovat také menší nebo větší skupiny. Členové rodiny spolu tráví přibližně 70-90 % času. Několik příbuzných rodin, které mezi sebou vykazují značné sociální interakce, vytvářejí příbuzenské skupiny, v angličtině nazývané kinship groups nebo také bond groups. Spojením těchto skupin vznikají klany, ve kterých probíhají mezi jednotlivými rodinami intenzivní interakce a zdravení. Sloni využívají při komunikaci velké množství různých zvuků. Nejpozoruhodnější součástí jejich repertoáru je infrazvuk, což bylo zjištěno až v roce 1987. Klan se může skládat z 50-250 jedinců.
Velikost skupiny u velkých savců je dána podmínkami prostředí, dostupností vody a potravy, sezonními vlivy a také frekvencí kontaktů s lidmi. U slonů je velikost skupiny výsledkem kompromisů mezi výhodami, které mohou vzrůstat s bližším sociálním kontaktem jedinců a schopností využívat omezené zdroje. Sloni získávají díky úzkým sociálním vazbám některé výhody, například větší skupiny mohou lépe ochránit mláďata a nedospělé jedince před predátory. Sloni mohou také vytvářet větší skupiny kvůli lepší ochraně, například v místech, kde se ve větší míře pohybují pytláci.
Sloučení nepříbuzných jedinců do jedné sociální jednotky je pravděpodobně méně běžné, ale zdaleka ne neznámé, a může být častější po extrémní změně rodinné struktury, která nastává například v důsledku pytláctví a ztráty jedinců ve stádě.
Pravděpodobně nejdéle probíhající studie slonů vůbec, začala pod vedením Cynthie Moss v roce 1972 v Amboseli a až do dnešní doby podává dokonalejší pohled nejen na sociální organizaci slonů. Během třiceti let bylo do výzkumu zahrnuto více než 2 500 jedinců, od novorozených mláďat až po šedesát let staré matriarchy.

## Sociální struktura slona indickéhoElephas maximus
Na rozdíl od slona afrického, u kterého je dlouhodobě studována nejméně jedna populace, a to v Národním parku Amboseli v Keni, sociální organizace slona indického byla zatím prostudována jen velice málo. Studie slona indického v tropických suchých oblastech potvrdila existenci základních sociálních jednotek, zahrnujících matky s mláďaty. Sdružení dvou a více takových jednotek bývá nazýváno různě - v jihovýchodní Srí Lance je to rodina, v jižní Indii se jedná o rodinnou jednotku nebo klan. Na rozdíl od rodin slonů afrických, které společně tráví odhadem 70 - 90 % času, studie slonů v Asii ukázala mnohem nižší sdružování mezi členy rodiny, 18-29% v jihozápadní Srí Lance. Slon indický často cestuje pouze v rodinných jednotkách. Již zmiňované bond groups nebo klany nejsou zdaleka tak časté jako u slona afrického.

## Hierarchie uvnitř a mezi rodinami a mezi samci
Ve stádě, kde jsou vůdčí samice, je postavení každého jedince ovlivněno jeho věkem, velikostí, příbuzenskými vazbami a pravděpodobně také reprodukčním stavem. Protože slonice zůstávají po celý život ve svém stádě, vytvářejí se mezi nimi silné vazby s významným vzájemným sdílením informací. Obvykle nejstarší slonice ve stádě, tzv. matriarcha, je pro ostatní „studnicí vědomostí“. Bylo pozorováno, že skupiny vedené starší zkušenou matriarchou, mají oproti ostatním stádům konkurenční výhodu. Rodiny vedené starší matriarchou (>35 let) jsou obvykle větší než rodiny v čele s mladšími matriarchami. Starší matriarcha také napomáhá učení, tím, že ostatní členové stáda napodobují její aktivity. Bylo pozorováno, že rodiny se staršími matriarchami se pohybovaly během období sucha na daleko větší vzdálenosti, jelikož mohly těžit ze znalostí matriarch, které mají přehled o místech s vodními zdroji dostupnými po celý rok.
V rámci sociálních skupiny příbuzných samic (především těch mladých), jsou dosud nerodící samice zapojeny do dění jako tzv. allomothers (allomothering - „tetičkovské chování“). Pomáhají nejen s výchovou mláďat, ale mohou též získat cenné zkušenosti v péči o mláďata jiných slonic.
Samci ve věku 9 až 18 let opouštějí svoji rodinu postupně během 4 let. Dospělí samci jsou převážně solitérně žijící, ale mohou se občas spojit se samicemi nebo mohou vytvářet volné asociace s jinými samci, v závislosti na svém věku a sexuálním statusu. Tyto výhradně samčí skupiny se nazývají „mládenecká stáda“ a jsou vedena starším zkušeným samcem. Ztráta starších samců v místní populaci slonů může mít za následek dřívější odchod mladých samců ze stáda a zvyšování jejich příležitosti k páření. Zatímco je známé, že samci slona indického odcházejí ze své rodiny, není zcela jasné, zda také opouštějí svůj domovský okrsek, nebo zde zůstávají a pohybují se na dlouhých trasách pouze za účelem páření.

## Domovský okrsek (Home range)
Zvířata se přesouvají za potravou, pohybují se při hledání svých druhů, nebo pokud se chtějí vyhnout predátorům. Od narození si zvíře stanovuje tzv. domovský okrsek prostřednictvím svého pohybu. U prepubertálních jedinců je tato oblast stanovená pohybem vedoucí samice. Samičí skupiny mají vzájemně se překrývající okrsky a mohou tak koordinovat své pohyby. Samci, kteří odcházejí od své rodiny, si vytvářejí vlastní domovské okrsky. Tato oblast se také může během života slona rozšiřovat, a to jak díky vlastnímu pohybu, tak prostřednictvím sociálního kontaktu se sousedními skupinami.
Mezi domovskými okrsky jednotlivých samců a rodin můžeme najít obrovské rozdíly ve velikosti od 15 do přibližně 11 000 km2. Avšak jen málo studií zaznamenalo domovský okrsek menší než 100 km2 a to pravděpodobně bylo způsobené nedostatkem dat. Významným faktorem ovlivňujícím velikost domovských okrsků jsou především srážky, zejména u populací, které čelí omezeným zdrojům vody. Voda má také vliv na množství a kvalitu potravy, což dále ovlivňuje pohyb slonů. V současné době získává stále větší vliv na velikost stanoviště také tlak ze strany lidí.
Například v Krugerově Národním parku v jižní Africe se domovský okrsek dospělých samic pohybuje mezi 86 – 2 776 km2, přičemž 880 km2 je nejčastější. V severní Botswaně velikost domovského okrsku dosahuje průměrně velikosti přes 1 000 km2, pohybující se mezi 447 – 3 309 km2 a některé skupiny cestují více než 200 km při hledání vody v období sucha. V polosuchých savanách oblasti Samburu - Laikipia v Keni, se velikost sloního okrsku pohybuje mezi 102 – 5 527 km2. Zatímco u nejlépe prostudované populace v severozápadní Namibii sloni přežívají sezónní nedostatek vody a potravy, přesunem přes obrovské oblasti o vzdálenosti až 12 600 km2. U slona indického domovský okrsek kolísá mezi 34 - 800 km2 u samic a 200 - 235 km2 u samců, některé z nich však pokrývají i tisíce km2.